# Johannes von Dinkelsbühl
Johannes von Dinkelsbühl (* 1370; † 1465; eigentlich Johannes Widemann) stammte aus Dinkelsbühl und war ab 1419 Student, ab 1425 Professor und 1448 Rektor an der Universität Wien. Er war Schüler des Nikolaus von Dinkelsbühl, zählte zur Wiener Schule der Pastoraltheologie und war berühmt für seinen Kommentar zur Physik des Aristoteles.

## Werke
- Iohannes Widmann de Dinkelsbühl: "Quaestiones in libros Physicorum", 1429, Kommentar zu Aristoteles, Physica[4]